# امرشام
latitudeامرشامlongitudeامرشام
امرشام (به انگلیسی: Amersham) یک شهرک در بریتانیا است که در انگلستان واقع شده‌است.

## خصوصیات
امرشام ۱۴٬۳۸۴ نفر جمعیت دارد.

## خواهرخوانده
شهر بنزهایم خواهرخواندهٔ امرشام هست.